# Gnoriste apicalis
Gnoriste apicalis är en tvåvingeart som beskrevs av Johann Wilhelm Meigen 1818. Gnoriste apicalis ingår i släktet Gnoriste och familjen svampmyggor. Enligt den finländska rödlistan är arten sårbar i Finland. Arten är reproducerande i Sverige. Artens livsmiljö är naturlundskogar. Inga underarter finns listade i Catalogue of Life.